# Acer erianthum
Acer erianthum — вид клена, який був знайдений лише в Китаї (Ганьсу, Гуансі, Хубей, Шеньсі, Сичуань, Юньнань). Населяє змішані ліси на висотах від 1000 до 2300 метрів.

## Опис

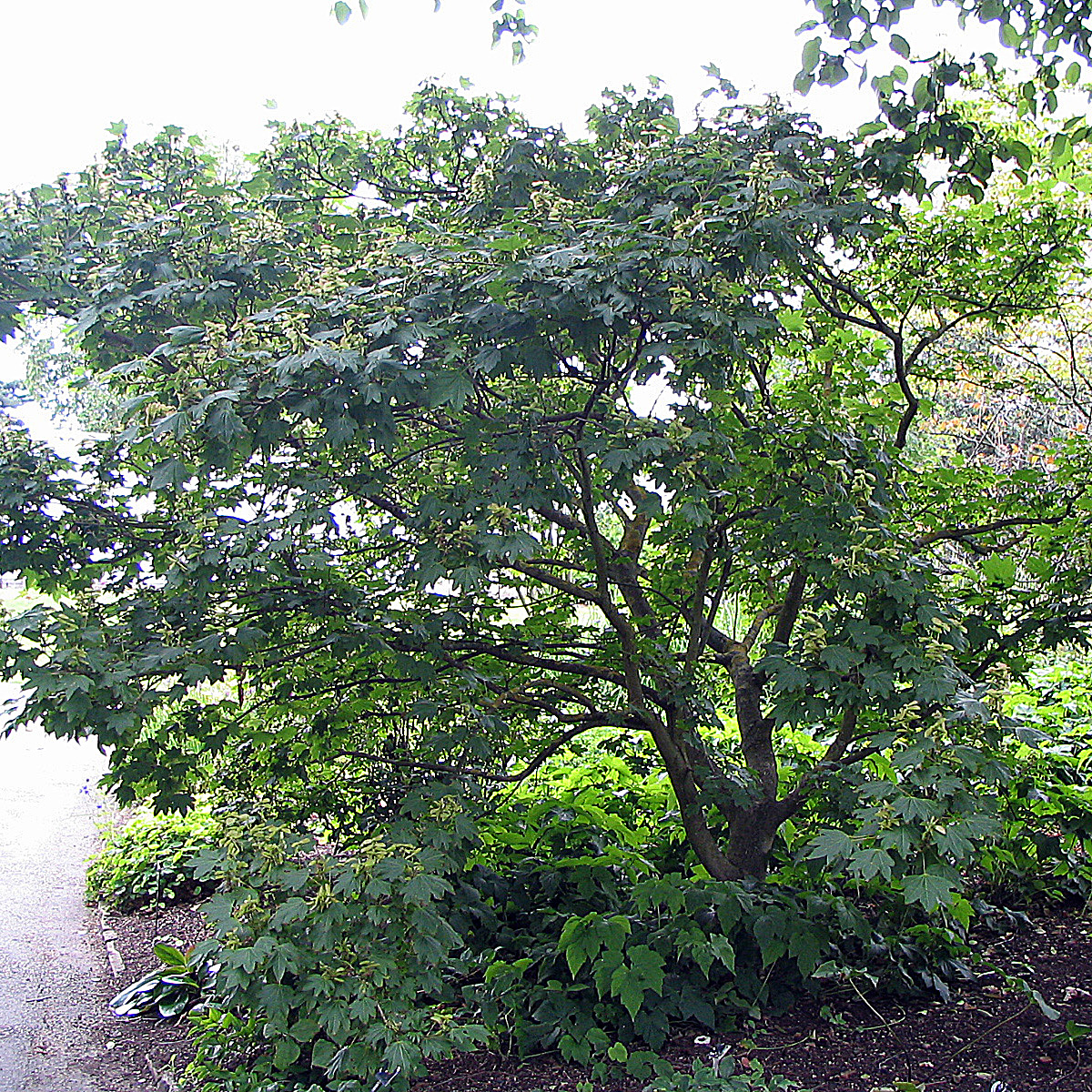
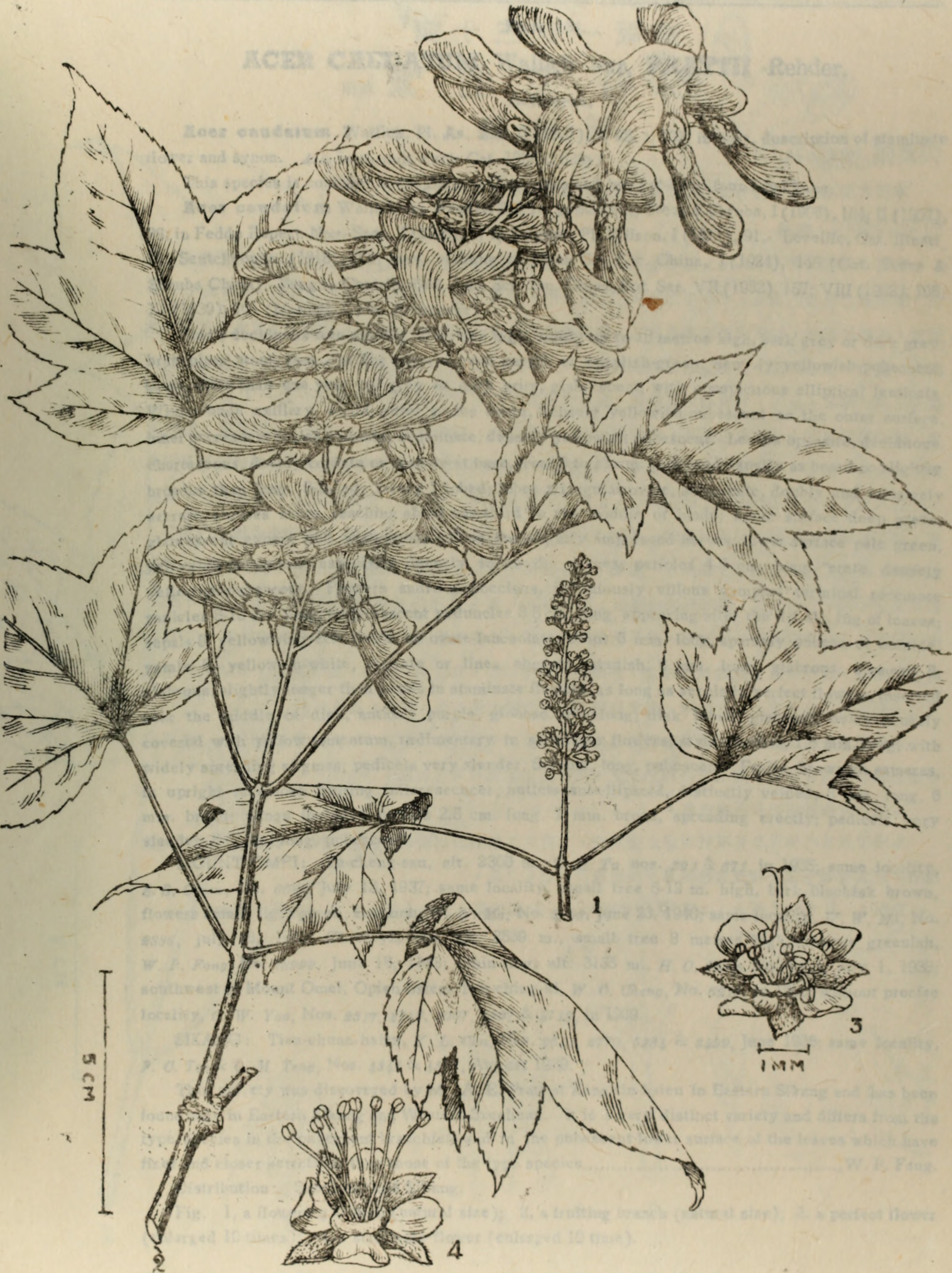

Acer erianthum — кущ або дерево висотою до 15 метрів, однодомне, із зеленувато-сірою корою. Гілочки голі. Листя опадне; ніжка 5–9 см, гола; листкова пластинка абаксіально світло-зелена й зазвичай злегка запушена, адаксіально зелена й гола, 9–10 × 8–12 см, зазвичай 5-, рідше 7-лопатева; частки яйцеподібні або трикутно-яйцеподібні, верхівка загострена. Суцвіття прямовисні, складно волотисті китиці, 6–9 × 1–1.8 см, ворсисті або голі, багатоквіткові. Чашолистків 5, яйцеподібні чи широкояйцеподібні, ззовні голі, ворсинчасті, особливо по краю, верхівка тупа. Пелюсток 5, оберненояйцеподібні, трохи коротші чашолистків. Тичинок 8, у тичинкових квіток 3–4 мм, у маточкових значно коротші. Плід зеленувато-пурпуровий; горішки майже круглі, ≈ 5 мм в діаметрі, сильно опуклі з жилками, в молодому віці густо запушені; крило з горішком 2.5–3 × ≈ 1 см, крила розгорнуті горизонтально, злегка гостро або тупо. Квітне у травні, плодить у вересні